# Amerikai férfi kézilabda-válogatott
Az amerikai férfi kézilabda-válogatott az Amerikai Egyesült Államok nemzeti férfi kézilabda-válogatottja, melyet az Amerikai Kézilabda-szövetség irányít. A pánamerikai bajnokságon kétszer lett ezüstérmes, az észak-amerikai bajnokságot 2022-ben megnyerte. Olimpián először 1936-ban szerepelt az amerikai válogatott, amikor a kézilabda először szerepelt az olimpiai programban.

## Részvételek

### Olimpia
- 1936 – 6. hely
- 1972 – 14. hely
- 1976 – 10. hely
- 1984 – 9. hely
- 1988 – 12. hely
- 1996 – 9. hely

### Kézilabda-világbajnokság
- 1964 – 16. hely
- 1970 – 16. hely
- 1974 – 16. hely
- 1993 – 16. hely
- 1995 – 21. hely
- 2001 – 24. hely
- 2023 – 20. hely
- 2025 – 26. hely

### Pánamerikai bajnokság
- 1980 – 3. hely
- 1981 – 3. hely
- 1983 – 2. hely
- 1985 – 2. hely
- 1989 – 3. hely
- 1994 – 3. hely
- 1996 – 3. hely
- 1998 – 4. hely
- 2000 – 4. hely
- 2002 – 4. hely
- 2004 – 7. hely
- 2006 – 4. hely
- 2012 – 7. hely
- 2014 – 6. hely
- 2016 – 8. hely

### Észak-amerikai és karibi bajnokság
- 2014 – 3. hely
- 2018 – 5. hely
- 2022 – 1. hely
- 2024 – 4. hely

## Külső hivatkozások
- Az Amerikai Kézilabda-szövetség hivatalos honlapja